# TRNK (citidin32/uridin32-2'-O)-metiltransferaza
TRNK (citidin32/uridin32-2'-O)-metiltransferaza (EC 2.1.1.200, YfhQ, tRNK:Cm32/Um32 metiltransferaza, TrMet(Xm32), TrmJ) je enzim sa sistematskim imenom S-adenozil--metionin:tRNK (citidin32/uridin32-2'-O)-metiltransferaza. Ovaj enzim katalizuje sledeću hemijsku reakciju
(1) -adenozil--metionin + citidin32 u tRNK {\displaystyle \rightleftharpoons } -adenozil--homocistein + 2'-O-metilcitidin32 u tRNK
(2) -adenozil--metionin + uridin32 in tRNK {\displaystyle \rightleftharpoons } -adenozil--homocistein + 2'-O-metiluridin32 u tRNK
U Escherichia coli YfhQ je jedina metiltransferaza koja je odgovorna za formiranje 2'-O-metilcitidina32 u tRNK. Ona ne uzrokuje metilaciju citozina34 u tRNKLeu(CAA). In vitro ovaj enzim 2-O-metiliše citidin32 u tRNKSer1 i uridin32 u tRNKGln2.

## Literatura
- Nicholas C. Price; Lewis Stevens (1999). Fundamentals of Enzymology: The Cell and Molecular Biology of Catalytic Proteins (Third изд.). USA: Oxford University Press. ISBN 019850229X.
- Eric J. Toone (2006). Advances in Enzymology and Related Areas of Molecular Biology, Protein Evolution (Volume 75 изд.). Wiley-Interscience. ISBN 0471205036.
- Branden C; Tooze J. Introduction to Protein Structure. New York, NY: Garland Publishing. ISBN 0-8153-2305-0.
- Irwin H. Segel. Enzyme Kinetics: Behavior and Analysis of Rapid Equilibrium and Steady-State Enzyme Systems (Book 44 изд.). Wiley Classics Library. ISBN 0471303097.
- William P. Jencks (1987). Catalysis in Chemistry and Enzymology. Dover Publications. ISBN 0486654605.

## Spoljašnje veze
- TRNA+(cytidine32/uridine32-2'-O)-methyltransferase на 